# Лошињски музеј
Лошињски музеј је јавна установа која послује на територији града Малог Лошиња, налази се у улици Владимира Гортана 35. 

## Историја
Први покушаји оснивања музеја датирају из 1955. године када је под руководством наставника историје Томислава Моровића основан Градски музеј у Малом Лошињу који је због просторних проблема радио до 1960. После вишегодишње паузе рад је настављен изложбом Збирке старих мајстора Пиперата 1967. године поводом Међународне године туризма и њеним откупом 1972. Године 1978. у оквиру Пучког отвореног универзитета се активније укључују у музејску делатност. Уз Пиператску збирку старих мајстора, тада су Народном универзитету придружени и Археолошка збирка Осор и Црески музеј. Године 1988. донацијом Андра Вида и Катарине Михичић је развијена прва стална поставка која у нешто измењеној верзији постоји и данас. Део збирке Андре Видо Михичић је први пут изложен 1993. године, а затим је Збирка старих мајстора Пиперата постављена 1998. у палати Фрици. Након рестаурације торња у Велом Лошињу 2001. године је отворен музејско-галеријски простор Куле који данас такође припада Лошињском музеју. Град Мали Лошињ је 2007. издвајањем из Пучког отвореног универзитета основао данашњи Лошињски музеј. Музејску збирку чине ликовне збирке у Малом Лошињу, културно-историјска, археолошка, нумизматичка, етнографска збирка, колекција модела, копија и калупа, техничка и архивска збирка.